# Garde côtière de Corée du Sud
Pour les articles homonymes, voir KCG.
La garde côtière de Corée du Sud (coréen : 해양경비안전본부 ; hanja: 海洋警備安全本部, romanisation révisée : Haeyang-gyeongbi-anjeon-bonbu, littéralement « Quartiers-généraux de la sûreté et de la sécurité maritimes » ; en anglais, Korea Coast Guard ou KCG) est une sous-agence responsable de la sécurité et du contrôle maritime de la Corée du Sud.
Le 19 novembre 2014, à la suite du scandale du naufrage du Sewol, l'ancienne garde côtière (해양경찰청, « Agence de police maritime ») est dissoute et ses principales responsabilités sont transférées au nouveau ministère de la Sûreté et de la Sécurité publiques (en). L'ancienne garde côtière était une branche externe du ministère des Affaires maritimes et de la Pêche en temps de paix.
La garde côtière a son siège à Songdodong à Incheon et a des centaines de petites stations de surveillance réparties le long du littoral de la péninsule coréenne. Elle dispose de quatre classes de navires lourds (plus de 1 000 tonnes), trois classes de navires moyens (plus de 250 tonnes), et trois classes de navires légers (des bateaux rapides de plus de 30 tonnes). La garde côtière dispose également de plusieurs types de « bateaux à moteur à usage spécial », tels que des navires de lutte contre les incendies, des péniches, des bateaux à grande vitesse, des patrouilleurs légers et des embarcadères à débarrastage à air (en). Son aéronef dispose de 6 aéroplanes et de 17 hélicoptères. Elle a également sa propre unité de guerre asymétrique, l'« unité d'opération spéciale de la garde côtière coréenne ».

## Histoire

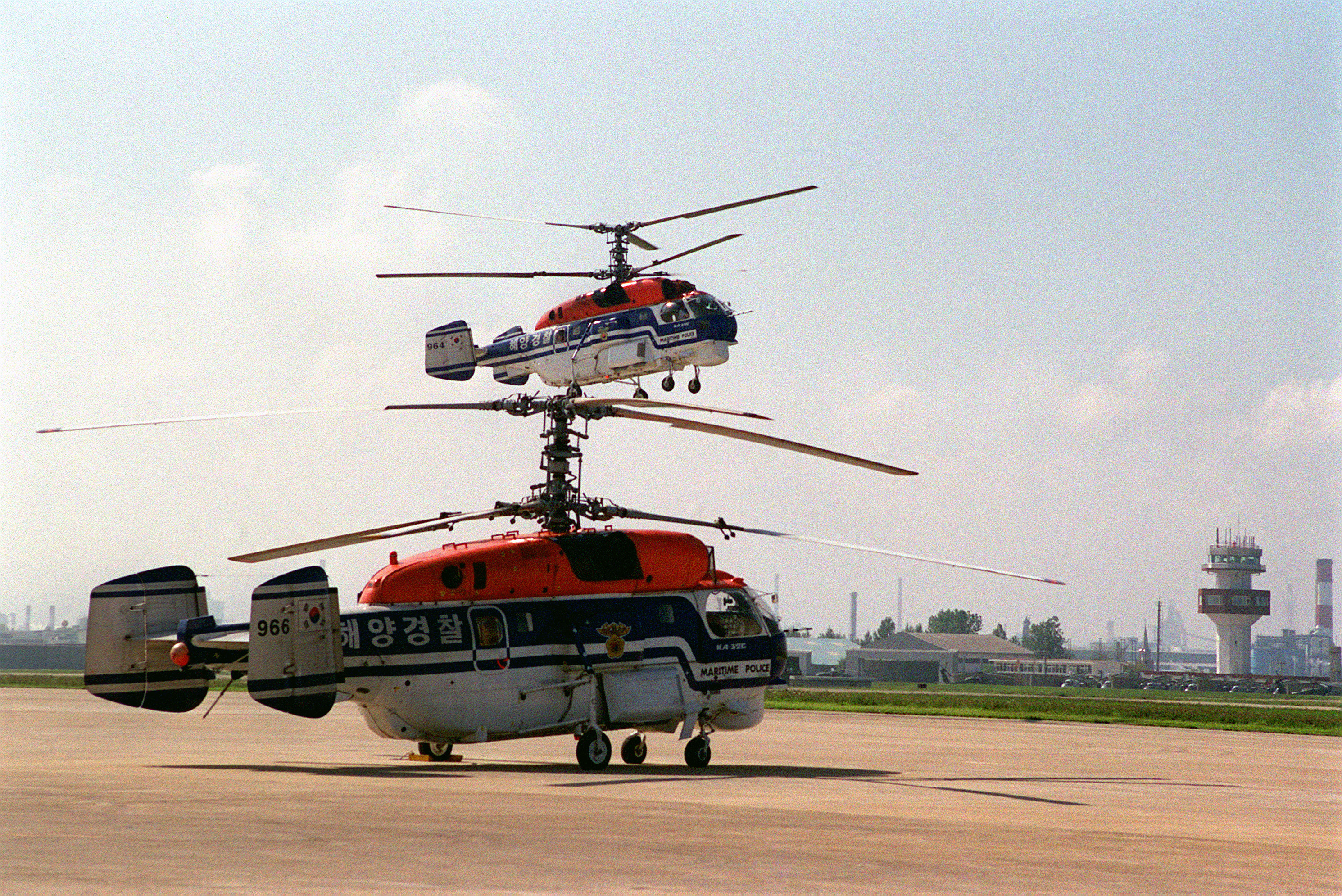
Deux Kamov Ka-27 de la garde côtière de la République de Corée en 1996.

Le 18 mai 2014, la présidente Park Geun-hye annonce « prévoir dissoudre la garde côtière » du pays après son action désastreuse lors du naufrage du Sewol le 16 avril 2014 qui a fait plus de 300 morts, dont la plupart étaient des lycéens. Selon Park, les « missions d'enquête et d'information seront transférés à la police nationale de Corée du Sud tandis que les missions de secours et sauvetage et de sécurité maritime seront transférés au Département de la sécurité nationale, à ne pas confondre avec le ministère de la sécurité et de l'administration publique (en) coréen, qui sera nouvellement créé ».
Le 7 novembre 2014, l'Assemblée nationale déclare la dissolution de la garde côtière sud-coréenne après un vote par 146 voix pour et 71 voix contre en faveur du transfert des responsabilités d'enquête de la garde côtière à l'agence nationale de police sud-coréenne et l'établissement d'une agence de sécurité plus générale,,,. En conséquence, la garde côtière sud-coréenne passe sous la juridiction du ministère de la sûreté et de la sécurité publiques (en).

## Missions

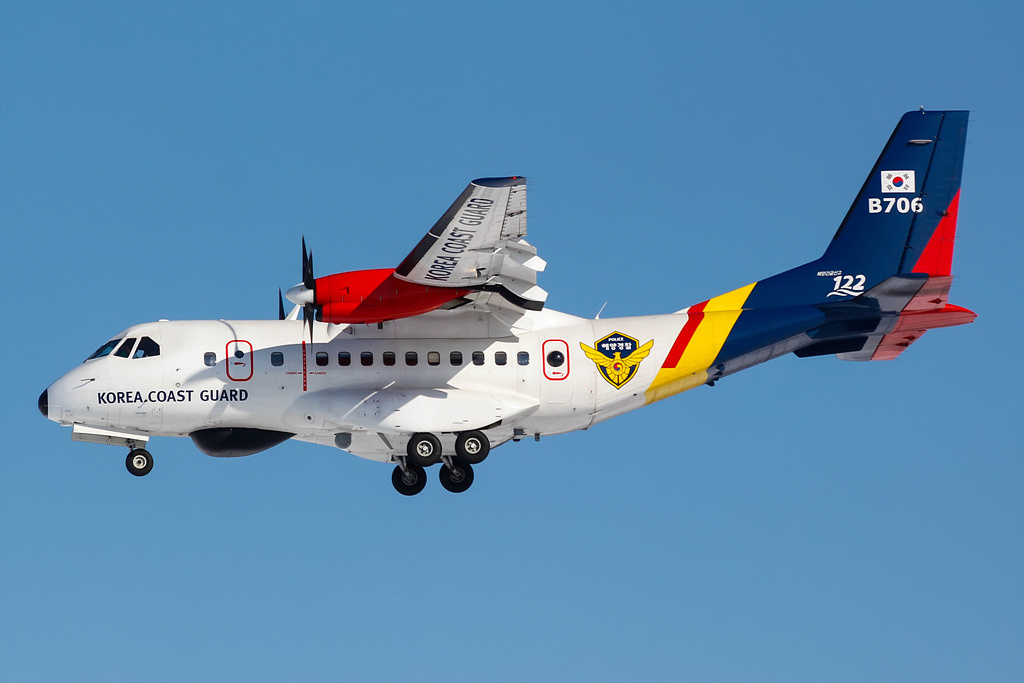
Un CASA CN-235 de la garde côtière de la République de Corée.

Selon la page d'accueil du site officiel de la garde côtière de Corée du Sud, ses missions sont de :
- Développer et maintenir des capacités opérationnelles pour assurer la souveraineté maritime nationale.
- Être reconnu par la nation comme le gardien de la sécurité maritime.
- Devenir la première agence de sécurité maritime en Asie du Nord-Est.
- Développer et améliorer la capacité de répondre aux exigences de recherche et de sauvetage maritimes dans toute la zone de responsabilité.
- Développer et améliorer la capacité de préserver et de protéger l'environnement maritime.
- Respecter pleinement les demandes publiques de services administratifs.
- Améliorer continuellement l'organisation et le fonctionnement de l'agence.

## Fonctions principales
Selon le site officiel de la garde côtière de Corée du Sud, ses fonctions principales sont :
- 1. Recherche et sauvetage

La garde côtière de Corée s'efforce de répondre rapidement et efficacement aux activités de sauvetage afin de sauver chaque vie précieuse et de protéger les biens en cas d'accident maritime.
- 2. Sécurité maritime

La garde côtière coréenne assure la protection sur mer contre les crimes maritimes et maintient la sécurité maritime et la paix.
- 3. Protection de l'environnement marin

La garde côtière de Corée a toujours été à l'avant-garde de la surveillance de la pollution marine et de la prévention des déversements dangereux afin de garder les eaux propres et de préserver les ressources marines abondantes.
- 4. Affaires internationales

Nous, la garde côtière coréenne, faisons toujours de notre mieux pour réagir rapidement contre les crimes maritimes internationaux, comme l'application de l'interdiction des migrants étrangers dans la tendance actuelle de la criminalité internationale.
- 5. Gestion de la sécurité du trafic maritime

La garde côtière de Corée offre une protection illimitée pour assurer le tourisme maritime, des activités récréatives maritimes sûres et pour préserver les gens de tout type de dangers et d'obstacles potentiels.
- 6. Réponse à la pollution maritime

La garde côtière coréenne s'efforce de construire un environnement maritime propre grâce à des activités de prévention contre les déversements dangereux ou les rejets et un étroit contrôle de la pollution.

## Équipement

### Aéronefs
Cités à partir du livre blanc de la garde côtière coréenne de 2012
| Appareil                           | Type                    | En service                                       | Vitesse de croisière | Capacité     | Autonomie  | Rayon d'action |            |
| Aéroplanes                         | Aéroplanes              | Aéroplanes                                       | Aéroplanes           | Aéroplanes   | Aéroplanes | Aéroplanes     | Aéroplanes |
| ---------------------------------- | ----------------------- | ------------------------------------------------ | -------------------- | ------------ | ---------- | -------------- | ---------- |
| CL-604 (Bombardier Challenger 600) | Recherche et sauvetage  | 1                                                | 833 ㎞/h             | 11 passagers | 8 heures   | 6 667 ㎞       |            |
| C-212 (CASA C-212)                 | Recherche et sauvetage  | 1                                                | 370 ㎞/h             | 7 passagers  | 5 heures   | 1 482 ㎞       |            |
| CN-235 (CASA CN-235)               | Recherche et sauvetage  | 4                                                | 394 ㎞/h             | 12 passagers | 7 heures   | 2 037 ㎞       |            |
| Hélicoptères                       |                         |                                                  |                      |              |            |                |            |
| Bell 412 SP                        | Recherche et sauvetage  | 1                                                | 218 ㎞/h             | 9 passagers  | 3.5 heures | 722 ㎞         |            |
| KA-32C (Kamov Ka-27)               | Recherche et sauvetage  | 8                                                | 211 ㎞/h             | 12 passagers | 4 heures   | 852 ㎞         |            |
| AgustaWestland AW139               | Recherche et sauvetage  | 2                                                | 305 ㎞/h             | 10 passagers | 3.9 heures | 819 ㎞         |            |
| Aérospatiale AS565 Panther MB      | Transport d'embarcation | 5                                                | 296 ㎞/h             | 8 passagers  | 3.3 heures | 796 ㎞         |            |
| Sikorsky S-92                      | Recherche et sauvetage  | 1 (plus une option d'achat de 3 supplémentaires) | 280 ㎞/h             | 19 passagers | 6 heures   | 1 000 ㎞       |            |

### Liste des navires de la garde côtière de la République de Corée
Cités à partir de « Naver 블로그 지식의 수집광 Naver ».
| Classe                                | Déplacement (à vide)                  | En service                            | Numéro de coque/Année d'entrée en service | Déplacement (en charge pleine) | Constructeur | Armement |
| Navire de patrouille de grande taille | Navire de patrouille de grande taille | Navire de patrouille de grande taille | Navire de patrouille de grande taille | Navire de patrouille de grande taille | Navire de patrouille de grande taille | Navire de patrouille de grande taille |
| ------------------------------------- | ------------------------------------- | ------------------------------------- | --- | --- | --- | --- |
| Sam Bong                              | 5 000 tonnes                          | 2                                     | KCG Sam Bong (ARS 5001)/2002 KCG Lee Cheong Ho (ARS 5002)/2015                                                                                           | 6 350 tonnes 6 500 tonnes | Hyundai Heavy Industries | Canon Otobreda 76 mm (5002 seulement), double canon de 40 mm Doosan DST No Bong, Sea Vulcan 20mm |
| Tae Pyung Yang (Pacifique)            | 3 000 tonnes                          | 13                                    | 3001/1994 3002/1998 3003/2003 3005/2004 3006/2005 3007/2006 3008/2008 3009/2010 3010/2010 3011/2012(navire d'entraînement) 3012/2012 3013/2015 3015/2015 | 4 450 tonnes 3 860 tonnes 3 900 tonnes 3 900 tonnes 3 900 tonnes 3 900 tonnes 3 900 tonnes 4 200 tonnes                                        | Hanjin Heavy Industries Hanjin Heavy Industries Hanjin Heavy Industries Hanjin Heavy Industries Hanjin Heavy Industries Hyundai Heavy Industries STX Offshore & Shipbuilding Hyundai Heavy Industries STX Offshore & Shipbuilding STX Offshore & Shipbuilding                | 2 Sea Vulcan 20mm 1 Sea Vulcan 20mm 1 Sea Vulcan 20mm 1 Sea Vulcan 20mm 1 canon Otobreda 40 mm, 1 Sea Vulcan 20mm Double canon de 40 mm Doosan DST No Bong, Sea Vulcan 20mm Double canon de 40 mm Doosan DST No Bong, Sea Vulcan 20mm 1 Sea Vulcan 20mm Double canon de 40 mm Doosan DST No Bong, Sea Vulcan 20mm Double canon de 40 mm Doosan DST No Bong, Sea Vulcan 20mm Double canon de 40 mm Doosan DST No Bong, Sea Vulcan 20mm |
| Je Min                                | 1 500 tonnes                          | 12                                    | 1501/1988 1502/1996 1503/2000 1505/2001 1506/2004 1507/2004 1508/2005 1509/2007 1510/2007 1511/2008 1512/2011 1513/2012                                  | 2 200 tonnes 2 246 tonnes 2 700 tonnes 2 700 tonnes 2 700 tonnes 2 700 tonnes 2 700 tonnes 2 700 tonnes 2 700 tonnes 2 700 tonnes 2 265 tonnes | Daewoo Shipbuilding & Marine Engineering Hanjin Heavy Industries Hyundai Heavy Industries Hyundai Heavy Industries Hyundai Heavy Industries Hanjin Heavy Industries Hanjin Heavy Industries Hyundai Heavy Industries STX Offshore & Shipbuilding STX Offshore & Shipbuilding | Sea Vulcan 20mm Sea Vulcan 20mm Sea Vulcan 20mm Sea Vulcan 20mm 3 Sea Vulcan 20mm 1 canon Otobreda 40 mm, 1 Sea Vulcan 20mm Double canon de 40 mm Doosan DST No Bong, Sea Vulcan 20mm Double canon de 40 mm Doosan DST No Bong, Sea Vulcan 20mm Double canon de 40 mm Doosan DST No Bong, Sea Vulcan 20mm |
| HAN-RIVER                             | 1 000 tonnes                          | 9                                     | 1001/2012 1002/2012 1003/2013 1005/2015 1006/1997 1007/2002 1008/2004 1009/2009 1010/2012                                                                | 1 530 tonnes 1 530 tonnes 1 600 tonnes 1 600 tonnes 1 630 tonnes 1 860 tonnes 1 860 tonnes 1 860 tonnes 1 530 tonnes                           | Hyundai Heavy Industries STX Offshore & Shipbuilding STX Offshore & Shipbuilding Daewoo Shipbuilding & Marine Engineering Daewoo Shipbuilding & Marine Engineering Hyundai Heavy Industries Hanjin Heavy Industries                                                          | Double canon de 40 mm Doosan DST No Bong, Sea Vulcan 20mm Double canon de 40 mm Doosan DST No Bong, Sea Vulcan 20mm Double canon de 40 mm Doosan DST No Bong, Sea Vulcan 20mm Sea Vulcan 20mm Sea Vulcan 20mm Double canon de 40 mm Doosan DST No Bong, Sea Vulcan 20mm Breda 40mm, Sea Vulcan 20mm Double canon de 40 mm Doosan DST No Bong, Sea Vulcan 20mm                                                                         |

| Classe                                 | Déplacement (à vide)                   | En service                             | Pays d'origine                         | Numéro de coque                        |                                        |
| Navire de patrouille de taille moyenne | Navire de patrouille de taille moyenne | Navire de patrouille de taille moyenne | Navire de patrouille de taille moyenne | Navire de patrouille de taille moyenne | Navire de patrouille de taille moyenne |
| -------------------------------------- | -------------------------------------- | -------------------------------------- | -------------------------------------- | -------------------------------------- | -------------------------------------- |
| Taegeuk                                | 500 tonnes                             | 15                                     | Corée du Sud                           | 507, 501~506, 508~517                  |                                        |
| Haeuri (type A)                        | 300 tonnes                             | 22                                     | Corée du Sud                           | 300~307, 308~323                       |                                        |
| Haeuri (type B)                        | 250 tonnes                             | 2                                      | Corée du Sud                           | 278,279                                |                                        |
| Navire de patrouille de petite taille  |                                        |                                        |                                        |                                        |                                        |
| Haenuri                                | 100 tonnes                             | 28                                     | Corée du Sud                           | 101~131                                |                                        |
| Classe P (type A)                      | 30~50 tonnes                           | 82                                     | Corée du Sud                           | P01~P102, P105~P112, P127              |                                        |
| Classe P (type B)                      | 30,50,100 tonnes                       | 20                                     | Corée du Sud                           |                                        |                                        |
| Navire spécial                         |                                        |                                        |                                        |                                        |                                        |
| Classe S (patrouilleur côtier)         | 4,5 tonnes                             | 53                                     | Corée du Sud                           | S01~S70                                |                                        |
| Bateau-pompe                           | 200 tonnes                             | 1                                      | Corée du Sud                           |                                        |                                        |
| Navire d'intervention d'urgence        | 12t, 50t, 85t, 140t, 150t, 450t        | 33                                     | Corée du Sud                           |                                        |                                        |
| Aéroglisseur amphibie tout-temps       |                                        | 4                                      | Corée du Sud                           |                                        |                                        |

## Charte de la garde côtière de la République de Corée
Selon le site officiel de la garde côtière de Corée du Sud :
- « Nous sommes la fière garde côtière de Corée, héritage d'un esprit et d'une tradition de la nation marine, chargée de sécuriser notre mer. Nous sommes chargés de la mission historique de protéger la liberté et l'intérêt du public, de participer à la paix et la prospérité de la nation et, de plus, de contribuer à la paix dans le monde. Par conséquent, nous nous engageons à accomplir nos tâches assignées et à préciser l'orientation de la garde côtière de Corée ».

- « Nous sommes une garde côtière dévouée sans aucune affliction comme protagoniste de la sécurité maritime ».
- « Nous sommes une garde côtière juste qui administre correctement la loi avec la conscience d'être le symbole de la loi et de la justice ».
- « Nous sommes une garde côtière internationale qui maintient l'ordre maritime mondiale et préserve une mer qui est un atout mutuel pour toutes les nations ».
- « Nous sommes une garde côtière grandissante qui vise l'avenir en développant la connaissance et la capacité avec une attitude créative ».

## Commandement
Anciennement appelée « Police maritime de Corée », elle est dirigée par un commissaire et un commissaire adjoint.
Elle est divisée en six bureaux et 23 divisions. Il existe 16 stations de surveillance avec 74 succursales et 245 sous-agences.
Les autres organismes connexes comprennent :
- Académie de la garde côtière
- Centre de recherche et développement de la garde côtière
- Agence de maintenance de la garde côtière

## Flotte
- Navires de patrouille
- Petits navires de police
- Navires de lutte contre la pollution
- Avions
- Petits navires de recherche et sauvetage